# Mellach
Mellach là một đô thị thuộc huyện Graz-Umgebung bang Steiermark, nước Áo. Đô thị Mellach có diện tích 9,95 km², dân số thời điểm cuối năm 2005 là 1173 người.